# Gunung Sembuang (berg i Indonesien)
Gunung Sembuang är ett berg i Indonesien.   Det ligger i provinsen Aceh, i den västra delen av landet, 1 600 km nordväst om huvudstaden Jakarta. Toppen på Gunung Sembuang är 2 028 meter över havet, eller 1 062 meter över den omgivande terrängen. Bredden vid basen är 18,1 km.
Terrängen runt Gunung Sembuang är bergig åt nordost, men åt sydväst är den kuperad. Gunung Sembuang är den högsta punkten i trakten. Runt Gunung Sembuang är det mycket glesbefolkat, med 4 invånare per kvadratkilometer. Det finns inga samhällen i närheten. I omgivningarna runt Gunung Sembuang växer i huvudsak städsegrön lövskog.